# Beaumont-en-Diois
Beaumont-en-Diois là một xã thuộc tỉnh Drôme trong vùng Auvergne-Rhône-Alpes đông nam nước Pháp. Xã Beaumont-en-Diois nằm ở khu vực có độ cao từ 637-1408 mét trên mực nước biển.